# Lista światowego dziedzictwa UNESCO w Słowenii
Lista światowego dziedzictwa UNESCO w Słowenii – lista miejsc w Słowenii wpisanych na listę światowego dziedzictwa UNESCO, ustanowionej na mocy Konwencji w sprawie ochrony światowego dziedzictwa kulturowego i naturalnego, przyjętej przez UNESCO na 17. sesji w Paryżu 16 listopada 1972 i ratyfikowanej przez Słowenię 5 listopada 1992 roku.
Obecnie (stan na 2023 rok) na liście znajduje się pięć wpisów: trzy dziedzictwa kulturowego i dwa o charakterze przyrodniczym.
Na słoweńskiej liście informacyjnej UNESCO – liście obiektów, które Słowenia zamierza rozpatrzyć do zgłoszenia do wpisu na listę światowego dziedzictwa, znajdują się cztery obiekty (stan na 2023 rok).

## Obiekty na liście światowego dziedzictwa UNESCO
Poniższa tabela przedstawia słoweńskie wpisy na liście światowego dziedzictwa UNESCO:
Nr ref. – numer referencyjny UNESCO;
Obiekt – polskie tłumaczenie nazwy wpisu na liście wraz z jej angielskim oryginałem;
Położenie – miasto, gmina, region; współrzędne geograficzne;
Typ – klasyfikacja według Komitetu Światowego Dziedzictwa:
- kulturowe (K),
- przyrodnicze (P),
- kulturowo–przyrodnicze (K,P);

Rok wpisu – roku wpisu na listę;
Opis – krótki opis wpisu wraz z informacjami o jego zagrożeniu.
     Wpisy transgraniczne
| Nr ref. | Obiekt | Zdjęcie | Położenie                                                                                    | Typ           | Rok            | Opis |
| ------- | --- | ------- | -------------------------------------------------------------------------------------------- | ------------- | -------------- | --- |
| 390     | Jaskinie Szkocjańskie Škocjan Caves |         | Obalno-kraška 45°39′48″N 13°59′21″E/45,663333 13,989167                                      | P (vii)(viii) | 1986           | Rozległy zespół jaskiń krasowych z ok. 6 km korytarzy, sięgający głębokości ponad 200 m, z licznymi wodospadami i jedną z największych znanych komór podziemnych. |
| 1363    | Prehistoryczne osady na palach Prehistoric Pile Dwellings around the Alps                                                                          |         | Gmina Ig 45°58′32″N 14°31′46″E/45,975556 14,529444 45°58′14″N 14°32′30″E/45,970556 14,541667 | K (iv)(v)     | 2011           | Pozostałości prehistorycznych osad na palach z okresu ok. 5000–500 p.n.e., wznoszonych na brzegach jezior i rzek oraz na terenach podmokłych. Wpis transgraniczny obejmujący 111 obiektów na terenie Szwajcarii (56), Włoch (19), Niemiec (18), Francji (11), Austrii (5) i Słowenii.      |
| 1313    | Kopalnie rtęci w Almadén i Idrii Heritage of Mercury. Almadén and Idrija                                                                           |         | Idrija 46°00′11″N 14°01′38″E/46,003056 14,027222                                             | K (ii)(iv)    | 2012           | Wpis obejmuje tereny największych na świecie kopalni rtęci, w hiszpańskim Almadén i słoweńskim mieście Idrija. |
| 1133    | Pradawne i pierwotne lasy bukowe Karpat i innych regionów Europy Ancient and Primeval Beech Forests of the Carpathians and Other Regions of Europe |         | 45°32′29″N 14°46′09″E/45,541389 14,769167 45°35′22″N 14°26′42″E/45,589444 14,445000          | P (ix)        | 2007 2011 2017 | Wpis transgraniczny z Albanią, Austrią, Belgią, Bułgarią, Chorwacją, Hiszpanią, Niemcami, Rumunią, Słowacją, Ukrainą i Włochami. Na terenie Słowenii obejmuje rezerwat Pragozd Krokar i Ždrolce.                                                                                           |
| 1643    | Dzieła Jože Plečnika w Lublanie The works of Jože Plečnik in Ljubljana – Human Centred Urban Design                                                |         | Gmina miejska Lublana 46°03′23″N 14°30′28″E/46,056389 14,507778                              | K (iv)        | 2021           | Architektura Jože Plečnika (1872–1957): kościół św. Michała we wsi Črna vas; w Lublanie: promenada wzdłuż brzegów rzeki Ljubljanica oraz mosty, „zielona promenada” od Biblioteki Narodowej i Uniwersyteckiej do placu Kongresni trg, Trnovski most; mury rzymskie w Mirje; cmentarz Žale. |

## Obiekty na słoweńskiej liście informacyjnej UNESCO
Poniższa tabela przedstawia obiekty na słoweńskiej liście informacyjnej UNESCO:
Nr ref. – numer referencyjny UNESCO;
Obiekt – polskie nazwa obiektu wraz z jej angielskim oryginałem na słoweńskiej liście informacyjnej;
Położenie – miasto, gmina, region; współrzędne geograficzne;
Typ – klasyfikacja według zgłoszenia:
- kulturowe (K),
- przyrodnicze (P),
- kulturowo–przyrodnicze (K,P);

Rok wpisu – roku wpisu na listę informacyjną;
Opis – krótki opis obiektu wraz z informacjami o jego zagrożeniu.
| Nr ref. | Obiekt | Zdjęcie | Położenie                                                                                | Typ                  | Rok  | Opis |
| ------- | --- | ------- | ---------------------------------------------------------------------------------------- | -------------------- | ---- | --- |
| 592     | Wzgórza Fužina w Bohinj Fuzina Hills in Bohinj |         | Stara Fužina Studor v Bohinju Gmina Bohinj 46°17′23,6″N 13°53′44,8″E/46,289892 13,895772 | K (ii)(v)            | 1994 | Wzgórza Fužina wraz z osadami Stara Fužina i Studor v Bohinju, z pastwiskami do wypasu bydła na wysokości ponad 1000 m n.p.m.                        |
| 1433    | Szpital Partyzancki Franja Franja Partisan Hospital |         | Dolenji Novaki Gmina Cerkno 46°09′18″N 14°01′43″E/46,155000 14,028611                    | K (i)(iii)(iv)       | 2000 | Szpital, który podczas II wojny światowej od początku zimy 1943 do maja 1945 działał w pobliżu wsi Dolenji Novaki w trudno dostępnym wąwozie Pasicy. |
| 6072    | Kras Classical Karst (in Slovene language: Klasicni kras) |         | 45°42′00″N 13°52′00″E/45,700000 13,866667                                                | P (vii)(viii)(ix)(x) | 2015 | Płaskowyż Kras z typowymi formami krasowymi, m.in. 6 tys. jaskiń – jeden z największych obszarów krasowych na świecie.                               |
| 6077    | Szlak pokoju Pot miru od Alp do Adriatyku – miejsca pamięci I wojny światowej The Walk of Peace from the Alps to the Adriatic – Heritage of the First World War |         | Si                                                                                       | K (ii)(vi)           | 2016 | 15 obiektów upamiętniających wydarzenia z okresu I wojny światowej, ze „szlakiem pokoju” o długości 320 km.                                          |